# Список песен Nirvana
Список песен группы Nirvana.
В списке присутствуют песни с альбомов Bleach, Nevermind, In Utero и концертного альбома MTV Unplugged in New York, а также с официальных сборников With the Lights Out, Incesticide, Nirvana и Sliver: The Best of the Box. Единственными неофициальными сборниками, песни с которых представлены в этом списке, являются сборники из серии Outcesticide. Всего у группы было 112 песен (вместе с каверами).
| # A B C D E F G H I J K L M N O P Q R S T U V W X Y Z |

## A
- «About a Girl» (Bleach)
- «Aero Zeppelin» (Incesticide)
- «Ain’t It a Shame» (With the Lights Out и Sliver: The Best of the Box — кавер Ледбелли)
- «Alcohol» (Outcesticide III: The Final Solution)
- «All Apologies» (In Utero)
- «Aneurysm» (Incesticide)
- «Anorexorcist» (With the Lights Out)

## B
- «Baba O'Riley» (Outcesticide II — кавер группы The Who)
- «Bambi Slaughter» или «Bambi Kill» [настоящее название неизвестно] (Outcesticide IV)
- «Beans» (With the Lights Out)
- «Been a Son» (Incesticide)
- «Beeswax» (Incesticide)
- «Big Cheese» (Bleach)
- «Big Long Now» (Incesticide)
- «Black and White Blues» [настоящее название неизвестно] (Outcesticide IV)
- «Blandest» (With the Lights Out и Sliver: The Best of the Box)
- «Blew» (Bleach)
- «Breed» (Nevermind)

## C
- «Clean Up Before She Comes» (With the Lights Out и Sliver: The Best of the Box)
- «Come as You Are» (Nevermind)
- «Curmudgeon» (With the Lights Out)

## D
- «D-7» (With the Lights Out — Wipers cover)
- «Dive» (Incesticide)
- «Do Re Mi» (With the Lights Out & Sliver: The Best of the Box)
- «Do You Love Me?» (Outcesticide — кавер группы Kiss)
- «Downer» (Bleach & Incesticide)
- «Drain You» (Nevermind)
- «Dumb» (In Utero)

## E
- «Endless, Nameless» (бонус-трек на Nevermind/With the Lights Out)
- «Escalator to Hell» (Outcesticide IV)
- «Even In His Youth» (With the Lights Out)

## F
- «Floyd the Barber» (Bleach)
- «Frances Farmer Will Have Her Revenge on Seattle» (In Utero)
- «Free Bird» (кавер Lynyrd Skynyrd)

## G
- «Gallons of Rubbing Alcohol Flow Through the Strip» (бонус-трек на In Utero)
- «Grey Goose» (With the Lights Out — кавер фолк-песню Leadbelly)

## H
- «Hairspray Queen» (Incesticide)
- «Heart-Shaped Box» (In Utero).
- «Heartbreaker» (With the Lights Out & Sliver: The Best of the Box — кавер группы Led Zeppelin)
- «Here She Comes Now» (With the Lights Out — кавер группы The Velvet Underground)
- «High on the Hog» (Outcesticide III — группа Tad с Кобейном на вокале)

## I
- «I Hate Myself And Want To Die» (With the Lights Out)
- «If You Must» (With the Lights Out)
- «Immigrant Song» (With the Lights Out — кавер группы Led Zeppelin)
- «In Bloom» (Nevermind)
- «It’s Closing Soon (Drunk in Rio)» (Outcesticide II)

## J
- «Jesus Doesn’t Want Me for a Sunbeam» (MTV Unplugged in New York — кавер группы The Vaselines)

## L
- «Lake of Fire» (MTV Unplugged in New York — кавер группы Meat Puppets)
- «Lithium» (Nevermind)
- «Lounge Act» (Nevermind)
- «Love Buzz» (Bleach — кавер группы Shocking Blue)

## M
- «Marigold» (With the Lights Out)
- «Mexican Seafood» (Incesticide)
- «Milk It» (In Utero)
- «Molly’s Lips» (Incesticide — кавер группы The Vaselines)
- «Montage of Heck» (Outcesticide IV)
- «More Than a Feeling» (Outcesticide V — кавер группы Boston)
- «Mr. Moustache» (Bleach)
- «Mrs. Butterworth» (With the Lights Out & Sliver: The Best of the Box)
- «My Best Friend’s Girl» (Outcesticide V — кавер группы The Cars)
- «My Sharona» (Outcesticide IV — кавер группы The Knack)
- «Moist Vagina» или «MV» или «Marijuana» (With the Lights Out)

## N
- «Negative Creep» (Bleach)
- «(New Wave) Polly» (Incesticide)
- «Nobody Knows I’m New Wave» — только во время живого выступления

## O
- «Oh Me» (MTV Unplugged in New York — кавер группы Meat Puppets)
- «Oh, the Guilt» (With the Lights Out & Sliver: The Best of the Box)
- «Old Age» (With the Lights Out)
- «On a Plain» (Nevermind)
- «Opinion» (With the Lights Out & Sliver: The Best of the Box)

## P
- «Paper Cuts» (Bleach)
- «Pen Cap Chew» (With the Lights Out)
- «Pennyroyal Tea» (In Utero)
- «Plateau» (MTV Unplugged in New York — кавер группы Meat Puppets)
- «Polly» (Nevermind)

## R
- «Radio Friendly Unit Shifter» (In Utero)
- «Rape Me» (In Utero)
- «Raunchola» (With the Lights Out)
- «Return of the Rat» (With the Lights Out — кавер группы Wipers)

## S
- «Sappy» или  «Verse Chorus Verse» или «Sad+Happy» (With the Lights Out & Sliver: The Best of the Box)
- «Scentless Apprentice» (In Utero)
- «School» (Bleach)
- «Scoff» (Bleach)
- «Seasons in the Sun» (With the Lights Out — кавер Терри Джекса)
- «Seed» (With the Lights Out)
- «Serve the Servants» (In Utero)
- «Sifting» (Bleach)
- «Sliver» (Incesticide)
- «Smells Like Teen Spirit» (Nevermind)
- «Something in the Way» (Nevermind)
- «Son of a Gun» (Incesticide — кавер группы The Vaselines)
- «Spank Thru» (Sliver: The Best of the Box & Sub Pop 200)
- «Stain» (Incesticide)
- «Stay Away» (Nevermind), ранее «Pay to Play» (With the Lights Out)
- «Swap Meet» (Bleach)

## T
- «Talk to Me» (Outcesticide)
- «Territorial Pissings» (Nevermind)
- «The End» (Outcesticide II — кавер группы The Doors)
- «The Man Who Sold the World» (MTV Unplugged in New York — кавер Дэвида Боуи)
- «The Money Will Roll Right In» (Outcesticide III — кавер группы Fang)
- «The Other Improv» (With the Lights Out)
- «The "Priest" They Called Him» (записана совместно с Уильямом Берроузом — EP 1993 г.)
- «They Hung Him on a Cross» (With the Lights Out — кавер Ледбелли)
- «Token Eastern Song» (With the Lights Out)
- «Tourette’s» (In Utero)
- «Turnaround» (Incesticide — кавер группы Devo)

## V
- «Vendetagainst» или «Help Me I’m Hungry» (With the Lights Out)
- «Verse Chorus Verse» или «Sappy» (With the Lights Out)
- «Very Ape» (In Utero)

## W
- «Where Did You Sleep Last Night?» (MTV Unplugged in New York и With the Lights Out — кавер на фолк-песню Leadbelly)
- «White Lace and Strange» (With the Lights Out — кавер группы Thunder & Roses)

## Y
- «You Know You're Right» (Nirvana)